# داريوس وايت
داريوس وايت (بالإنجليزية: Darius White)‏ هو لاعب كرة قدم أمريكية أمريكي، ولد في 1992 في دالاس في الولايات المتحدة.